# Kleinbardorf
Kleinbardorf ist ein Gemeindeteil der Gemeinde Sulzfeld im unterfränkischen Landkreis Rhön-Grabfeld in Bayern. Am 1. Januar 1978 wurde Kleinbardorf nach Sulzfeld eingemeindet.

## Jüdische Gemeinde
Mindestens seit dem 19. Jahrhundert waren jüdische Familien in Kleinbardorf ansässig. Am Steilen Berg (im Volksmund Judenhügel genannt) befindet sich der jüdische Friedhof mit dem jüdischen Kriegerdenkmal und dem Taharahaus. Die Synagoge Kleinbardorf an der Unteren Hauptstraße wurde beim Novemberpogrom 1938 von SA-Männern stark beschädigt, aber als Gebäude nicht zerstört und wird seither als Lagerraum benutzt. Eine Gedenktafel am Friedhofseingang erinnert an die Opfer des Nationalsozialismus.

## Baudenkmäler
- Katholische Pfarrkirche St. Aegidius (Ägidius)

Bereits auf 1438 datiert eine erste Erwähnung als Pfarrkirche. Am viergeschossigen Chorturm gehören die unteren drei Geschosse mindestens zu einem um 1600 aufgeführten Renaissancebau, worauf die erhaltenen Vorhangbögen der Fenster im ersten Obergeschoss sowie die Schallfenster des zweiten Obergeschosses mit ihrem nachgotischen Maßwerk deuten. Ob im Erdgeschoss noch ältere Mauerreste stecken, kann nicht mit Sicherheit gesagt werden. Von 1722 bis 1725 wurde ein alternierend achtseitiges Glockengeschoss mit Lisenengliederung aufgesetzt, das von einer hohen, kuppelartigen Haube mit (heute geschlossener) Laterne bekrönt wird. Für diese Barockisierung des Turms zeichnete der erfahrene Zimmermeister Christian Gruber aus Neustadt an der Saale verantwortlich. Gruber stand nach Ausweis der Akten zum Kleinbardorfer Kirchenbau lange Zeit als Palier bei dem Hochfürstlich Würzburgischen Stadt- und Landbaumeister Joseph Greissing (1664–1721) in Diensten und ist von vielen Bauwerken in Neustadt, Königshofen im Grabfeld und Umgebung her als Greissing-Schüler bekannt, der den Stil seines Meisters noch Jahrzehnte nach dessen Tod getreulich weiterpflegte. Der ursprünglich aus Vorarlberg stammende Joseph Greissing hatte bereits 1706 eine Ortseinsicht zum vorhabenden Kirchenneubau durchgeführt. Wegen Baufälligkeit war unverzügliches Handeln angesagt. Im Jahre 1709 erfolgte der Abbruch des Langhauses und am 22. September 1709 konnte durch Zisterzienserabt Augustin Stapf von Kloster Bildhausen feierlich der Grundstein für ein neues Langhaus gelegt werden, zu dem Greissing die Pläne lieferte. Dass es sich um das Konzept eines überregional renommierten Architekten handelt – Greissing war einer der Lehrmeister sowie direkter Amtsvorgänger Balthasar Neumanns – zeigt ein Blick auf die exzellent proportionierte Westfassade in römischer Manier, die in ihrer edlen Schlichtheit durch ihre harmonischen Verhältnisse zum Besten gehört, was in jener Epoche bei Landkirchen im Bistum Würzburg zu finden ist. Gleichzeitig sind mährische Anklänge in der Gestaltung wahrzunehmen, welche die enge Verwandtschaft mit der nur wenig später begonnenen Fassade der Talkirche bei Münnerstadt erweisen. Auch in Kleinbardorf zeigen sich die Früchte von Greissings mährischer Reise, auf der er, wie zuvor wohl bereits in Wien, die Architektur des Domenico Martinelli kennengelernt hatte. Nicht weniger elegant sind die aufwändig von Pilastern gegliederten Seitenwände. Alles ist aus einem ausgewogen proportionierten Grundriss entwickelt. Die praktische Ausführung legte man in die Hände des Steinhauer- und Maurermeisters Johann Jacob Bader aus Sternberg im Grabfeld, dessen Vorfahren aus Tirol stammten. Die Hauptbauphase fiel in die Jahre 1709 und 1710; am 22. Dezember 1712 konnte das Gotteshaus benediziert, also provisorisch zur Benutzung eingesegnet werden. In diesem Jahr fanden auch die Arbeiten am Langhaus einen vorläufigen Abschluss, wovon die über dem Hauptportal eingemeißelte Jahreszahl „1712“ kündet. Am 31. August 1716 erfolgte die eigentliche Konsekration durch Weihbischof Johann Bernhard Mayer aus Würzburg.
Von herausragender künstlerischer Bedeutung ist die Innenausstattung mit Fresken des Johann Peter Herrlein und Altären der Künstlerfamilie Lux sowie einer bemerkenswerten älteren, noch aus dem 17. Jahrhundert stammenden, Orgel. 
- Schloss Kleinbardorf

## Söhne und Töchter des Ortes
- Andreas Herrlein (1738–1817), Maler